# Göteborgs folkhögskola
Göteborgs folkhögskola är en svensk folkhögskola i Göteborg, som funnits sedan 1967. Skolan har sin huvudverksamhet på Nya Varvet, med en stor filial i Biskopsgården (Vårväderstorget). Huvudman är Västra Götalandsregionen.

## Historik
Skolan har sina rötter i den folkhögskoleverksamhet som Göteborgs arbetarinstitut drev på 1950-talet i institutets lokaler på Magasinsgatan i Göteborg. 1967 bildades Göteborgs folkhögskola som filial till Nordiska folkhögskolan i Kungälv och låg i Arbetarinstitutets lokaler fram till 1975. Då flyttade skolan till Landala. Från start fanns möjligheten att studera allmän kurs och fritidsledarutbildning. Göteborgs folkhögskola blev självständig den 1 juli 1977 med Göteborgs kommun som huvudman och en styrelse som var kopplad till kommunfullmäktige. 1988 flyttade skolan från Landala till sitt nuvarande läge på Nya Varvet.
År 1999 fick Göteborgs folkhögskola sin nuvarande huvudman, den nybildade Västra Götalandsregionen, och är sedan februari 2013 en av sex regionägda folkhögskolor i den då bildade Folkhögskoleförvaltningen. Sedan 2015 har skolorna också en gemensam styrelse.

## Verksamhet
Den största delen av skolans verksamhet består av Allmän kurs, Fritidsledarutbildning, Skådespelarlinje, Filmproduktionsutbildning, Svenskundervisning för invandrare och Studiemotiverande folkhögskolekurs.

## Vänskola
I Dar es-Salaam, Tanzania, ligger Folk Development Colleges som är Göteborgs folkhögskolas vänskola sedan 1995.